# Kurt Ritter (Widerstandskämpfer)

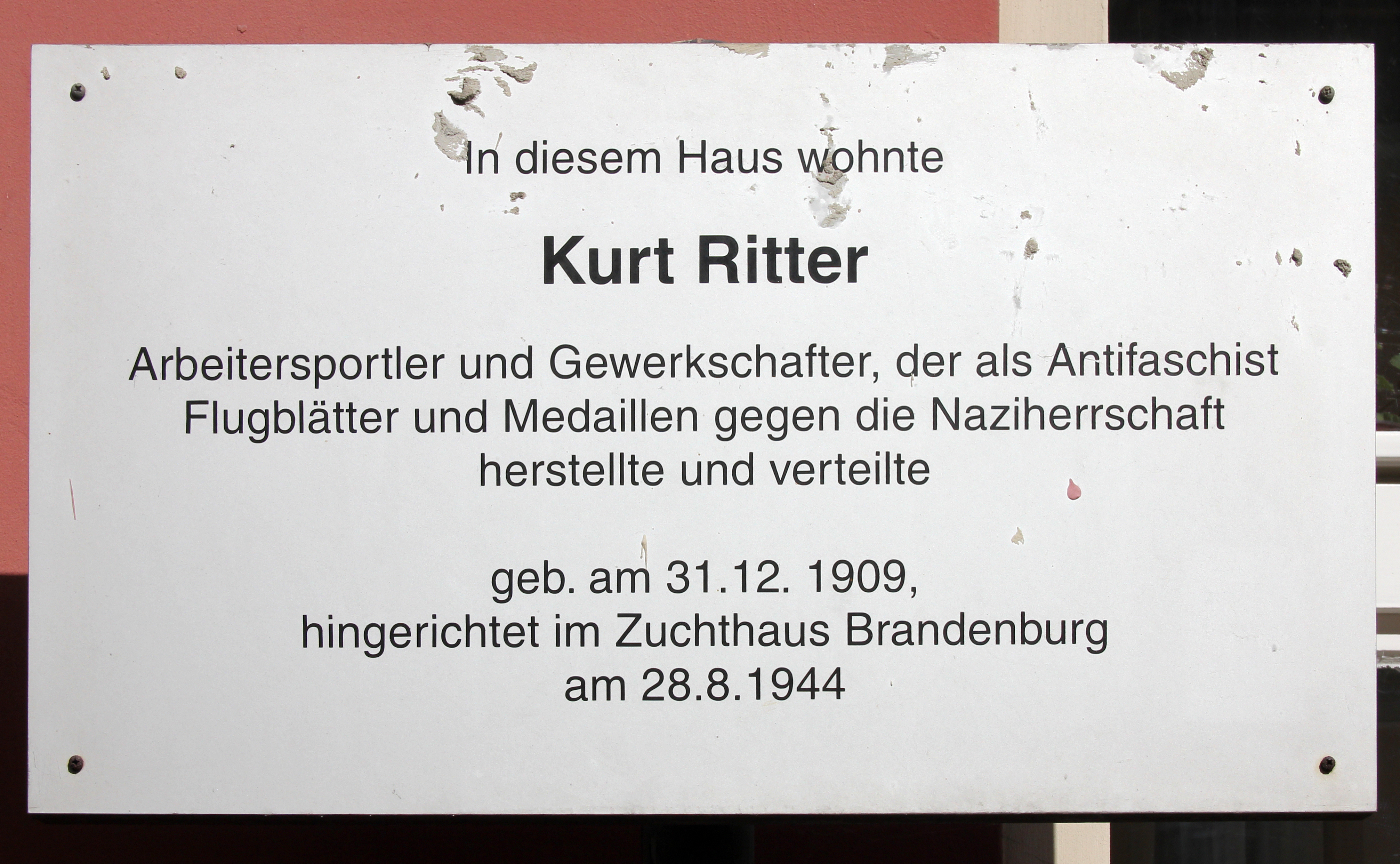
Gedenktafel am Haus Matternstraße 16 in Berlin-Friedrichshain

Kurt Ritter (* 31. Dezember 1909 in Ostramondra; † 28. August 1944 in Brandenburg) war ein deutscher Kommunist und Widerstandskämpfer gegen den Nationalsozialismus.

## Leben
Kurt Ritter, der Sohn eines Maurers, lernte Schumacher, kam nach dem Ersten Weltkrieg nach Hohenstein-Ernstthal und arbeitete als Weberlehrling. Hier fand er Anschluss an den Arbeitersportverein sowie an den Kommunistischen Jugendverband Deutschlands. Ritter war fortan aktives Mitglied in der Arbeitersportbewegung (ATSB). Zur Zeit der Weltwirtschaftskrise wurde er arbeitslos und ging nach Berlin. Nach der „Machtergreifung“ durch die Nationalsozialisten schloss er sich der Widerstandsgruppe um Robert Uhrig an. Zu Beginn des Zweiten Weltkrieges arbeitete Kurt Ritter im Berliner Knorr-Bremsenwerk in der Rüstungsindustrie und wirkte gleichzeitig zusammen mit Werner Seelenbinder, Ernst Knaack und anderen im Untergrund am Widerstand gegen das NS-Regime mit. 1942 wurde Kurt Ritter von der Gestapo in Berlin-Mariendorf verhaftet und nach zwei Jahren Untersuchungshaft am 6. Juli 1944 vom Volksgerichtshof zum Tode verurteilt. Am 28. August 1944 wurde er im Zuchthaus Brandenburg hingerichtet (enthauptet).

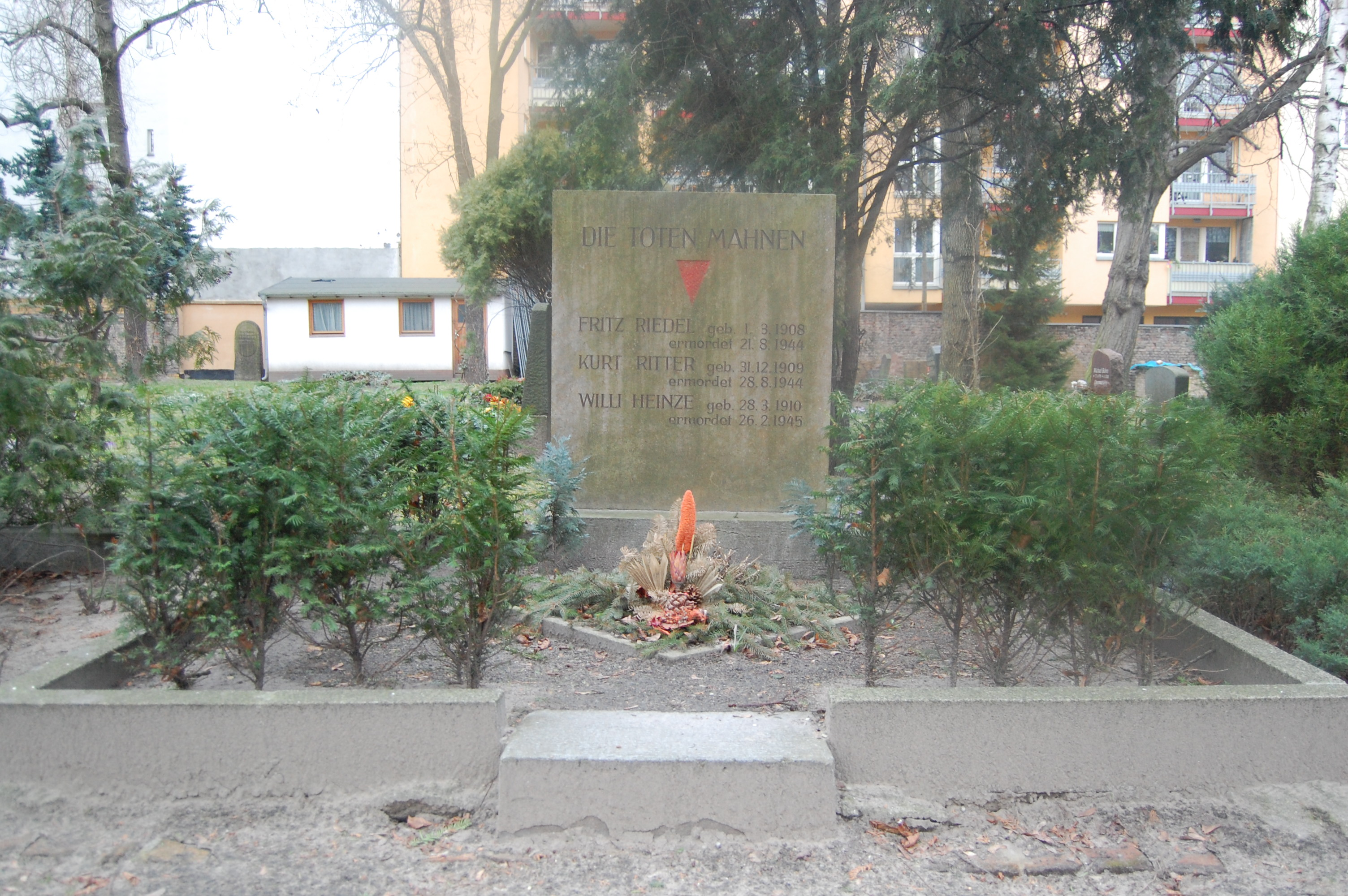
Grabstelle

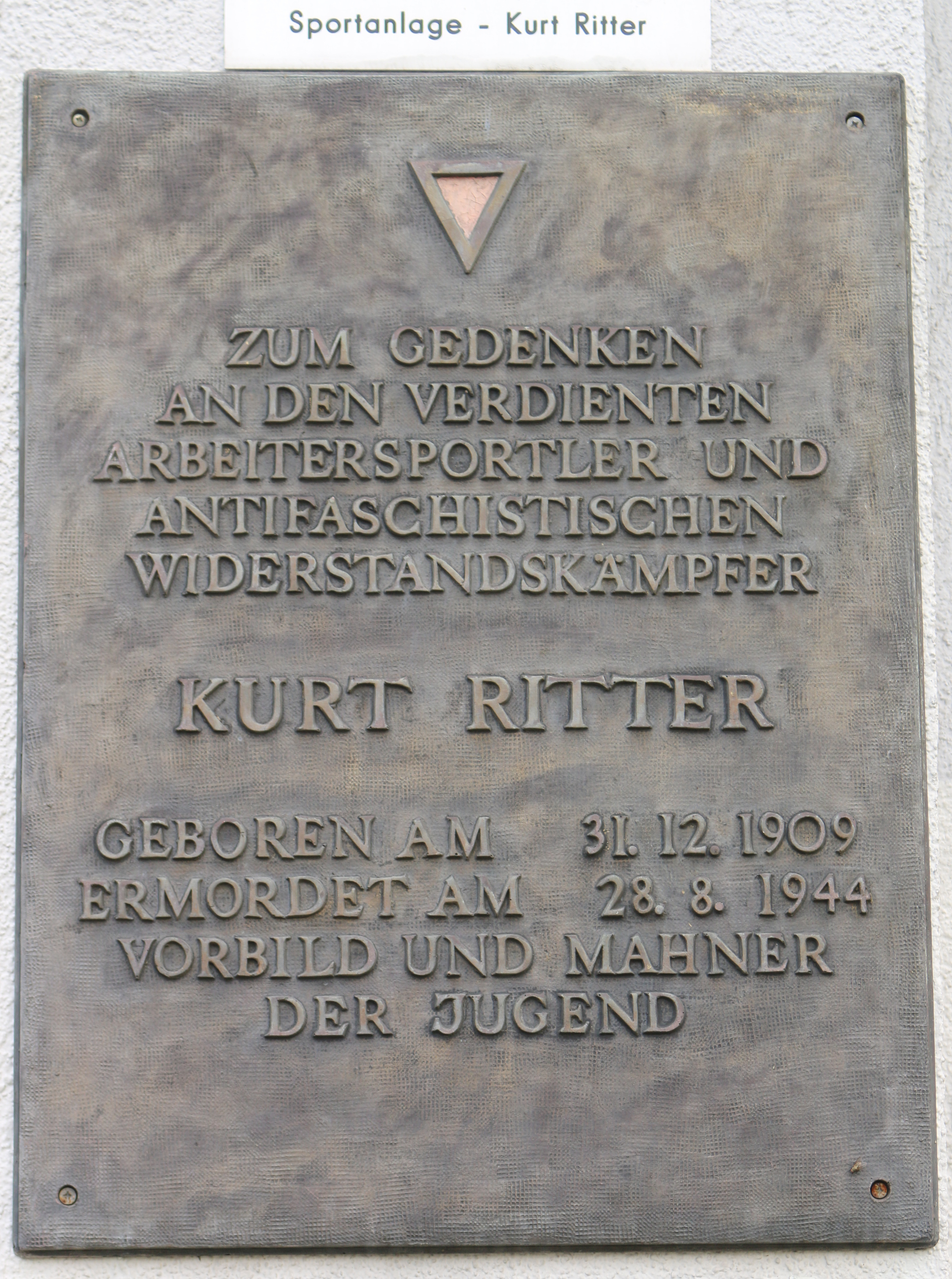
Gedenktafel Gürtelstraße

## Gedenken
In Berlin erinnert eine Gedenktafel an seinem Wohnhaus in der Matternstraße 16 an ihn. Eine weitere Tafel, an dem nach ihm benannten Sportstadion Kurt Ritter (heute Kurt-Ritter-Sportplatz) in der Gürtelstraße, wurde 1996 entfernt. Die Friedrichshainer und Langenchursdorfer Schulen, die seinen Namen trugen, wurden nach dem Ende der DDR umbenannt. Auf dem Friedhof der Georgen-Parochialgemeinde in der Berliner Boxhagener Straße gibt es eine Grabstätte für Kurt Ritter (gemeinsam mit Fritz Riedel und Willi Heinze).
Im Gamengrund gibt es seit 1974 einen Gedenkstein, der an die Kommunisten Josef Römer, Willy Sachse, Fritz Riedel und Kurt Ritter erinnert.